# Departamento San Javier (Córdoba)
San Javier es un departamento en la provincia de Córdoba (Argentina).

## Superficie y límites
El departamento posee una extensión de 1.543,7 km² y limita al norte con el departamento San Alberto, al nordeste con el departamento Santa María, al este con el departamento Calamuchita y al sur y oeste con la provincia de San Luis (departamento Junín).

## Pedanías
Para los fines catastrales el departamento se divide en 5 pedanías:
- Dolores
- Luyaba
- Rosas
- San Javier
- Talas

## Localidades y gobiernos locales
El departamento comprende 11 gobiernos locales, cuyos ejidos municipales si bien son colindantes, no ocupan la totalidad del territorio departamental. 
Se encuentran categorizados en 7 municipios:
- La Paz
- Las Tapias
- Los Cerrillos
- San Javier y Yacanto
- San José
- Villa de Las Rosas
- Villa Dolores

Y 4 comunas:
- Conlara
- La Población
- Los Hornillos
- Luyaba

## Demografía

### Estructura
Según el censo 2022 la población total del departamento es de 63 377 personas, repartidas en 32 845 mujeres y 30 532 hombres, con un índice de masculinidad de 92,5 hombres por cada 100 mujeres. 
La edad mediana de la población es de 34 años (35 años entre las mujeres y 33 años entre los hombres).
El 12,6% de la población tiene más de 65 años (frente al 10,9% en 2010), y el 2,8% de la población tiene más de 80 años (frente al 2,7% en 2010)

### Salud y educación
El 47,6% de la población tiene al menos un tipo de cobertura de salud. 
Unas 18 815 personas asisten a algún tipo de establecimiento educativo de cualquier nivel y unas 7 476 personas tienen un título terciario o superior (18,4% sobre el total de la población instruida). La tasa de alfabetización es del 99,8

### Migraciones
De las personas residentes en el departamento, unas 12 426 (19,6% del total de población) nacieron en otra provincia, y unas 927 (1,4% del total de población) lo hicieron fuera del país, siendo los grupos de inmigrantes más numerosos los provenientes de:
- Bolivia: 376 personas
- Uruguay: 56 personas
- España: 45 personas
- Colombia: 41 personas
- Paraguay: 33 personas

### Hogares
En el departamento hay un total de 29 004 viviendas  y 22 830 hogares. 
En cuanto al régimen de tenencia y regularidad de la propiedad de las viviendas, el 61,3% es propia, el 19,3% es alquilada, el 8,7% es cedida o prestada, y el resto se encuentra en otra situación.
Sobre el total de hogares, 21 175 (92,3% del total) tienen acceso a red pública de agua corriente, solo 611 (2,6% del total) tienen desagüe y descarga a red pública cloacal, solo 4 451 (19,5% del total) tienen acceso a red pública de gas, y 14 563 (63,8% del total) tienen acceso a red de internet en la vivienda. 

### Sismicidad
La sismicidad de la región de Córdoba es frecuente y de intensidad baja, y un silencio sísmico de terremotos medios a graves cada 30 años en áreas aleatorias. Sus últimas expresiones se produjeron:
- 22 de septiembre de 1908 (116 años), a las 17.00 UTC-3, con 6,5 Richter, escala de Mercalli VII; ubicación 30°30′0″S 64°30′0″O / -30.50000, -64.50000; profundidad: 100 km; produjo daños en Deán Funes, Cruz del Eje y Soto, provincia de Córdoba, y en el sur de las provincias de Santiago del Estero, La Rioja y Catamarca[24]

- 16 de enero de 1947 (78 años), a las 2.37 UTC-3, con una magnitud aproximadamente de 5,5 en la escala de Richter (terremoto de Córdoba de 1947)[23]

- 28 de marzo de 1955 (70 años), a las 6.20 UTC-3 con 6,9 Richter: además de la gravedad física del fenómeno se unió el desconocimiento absoluto de la población a estos eventos recurrentes (terremoto de Villa Giardino de 1955)

- 7 de septiembre de 2004 (20 años), a las 8.53 UTC-3 con 4,1 Richter

- 25 de diciembre de 2009 (15 años), a las 21.42 UTC-3 con 4,0 Richter

Área de:
- Media sismicidad con 5,5 Richter, hace 78 años, otro de mayor cimbronazo hace 116 años por el terremoto de Cruz del Eje 1908 con 6,5 Richter